# (7379) Naoyaimae
(7379) Naoyaimae – planetoida z pasa głównego asteroid okrążająca Słońce w ciągu 4 lat i 128 dni w średniej odległości 2,66 j.a. Została odkryta 1 marca 1981 roku w Siding Spring Observatory w Australii przez Schelte Busa. Nazwa planetoidy pochodzi od Naoya'i Imae (ur. 1964), kuratora przy Narodowym Instytucie Badań Polarnych w Tokio. Przed nadaniem nazwy planetoida nosiła oznaczenie tymczasowe (7379) 1981 EC29.